# Them Mushrooms
Them Mushrooms je keňská hudební skupina, vystupující převážně v hotelech pro turisty, proto se jejímu stylu říká hotel pop. Zahrnuje hudební vlivy domácích žánrů chakacha a benga music, stejně jako reggae a styl sega music pocházející z ostrovů v Indickém oceánu. Skupina byla založena v Mombase roku 1969 jako Avenida Success, od roku 1972 nese současný název, inspirovaný místní halucinogenní houbou. Od roku 2002 vystupuje také pod názvem Uyoga. Hraje převážně coververze světových hitů, z vlastních skladeb měla největší úspěch s písní „Jambo Bwana“ (Vítejte, pane) s jednoduchým textem ve svahilštině, představující Keňu jako zemi přátelskou k návštěvníkům. Píseň převzali do svého repertoáru také Boney M.

## Diskografie
- Jambo Bwana (1980)
- Mama Africa (1983)
- New Horizons (1985)
- At the Carnivore (1987)
- Going Places (1988)
- Almost There (1989)
- Where We Belong (1990)
- Zilizopendwa 91 (1991)
- Zilizopendwa 92 (1992)
- Kazi Ni Kazi (1996)
- Ni Hiyo (1998)
- Oh! Twalia (1998)
- Jambo Bwana (1999)
- Songs from Kenya (2000)
- Zilizopendwa 2000 (2000)
- Uyoga (2004)